# VI обикновено народно събрание
Шестото обикновено народно събрание (VI ОНС) е народно събрание на Княжество България, заседавало от 15 октомври 1890 до 15 декември 1892, брой народни представители – 276. VI ОНС е разпуснато на 15 октомври 1893, след като му изтича мандата.

## Избори
Изборите за VI ОНС са насрочени с указ на княз Фердинанд I № 302 от 14 юни 1890 г.
Провеждат се на 26 август същата година и са спечелени с пълно мнозинство от Народнолибералната партия на Стефан Стамболов.

## Място
До есента на 1891 г. сесиите на парламента се откриват във Велико Търново. След това заседанията се провеждат в сградата на Народното събрание в София.

## Сесии
- I редовна (15 октомври – 16 декември 1890)
- II редовна (15 октомври – 15 декември 1891)
- III редовна (15 октомври – 15 декември 1892)

## Председатели
- Панайот Славков (15 октомври 1890 – 12 декември 1892)
- Димитър Петков (14 – 15 декември 1892)

### Подпредседатели
- Иван Халачев
- Димитър Петков
- Иван Савов